# 千手
Senju（千手：せんじゅ）は野村総合研究所が開発・発売している運用管理ツールである。
システム運用管理製品であるSenju Operation Conductor、サービスデスク製品であるSenju Service Manager、エンタープライズ総合運用管理製品であるSenju Enterprise Navigatorから構成されている。2023年2月現在の最新のバージョンは2022である。
また、これらを組み合わせたITIL導入のフレームワークであるSenju Service Management Frameworkがある。

## 製品
- Senju Operation Conductor 
  - イベント
  - モニタリング
  - コンフィグレーション
  - ジョブスケジュール
  - パッケージ
  - キャパシティ
- Senju Service Manager 
  - インシデント管理/サービス要求
  - 問題管理
  - 変更管理/リリース管理
  - 構成管理
  - ナレッジ管理
  - サービスレベル管理
- Senju Enterprise Navigator 
  - Viewエンジン
  - Hubエンジン
  - Ruleエンジン
  - Senju/EN ESP

## 特徴
- Senju Childrenという中小規模向けのパッケージも存在する。
  - Senju Children 10
  - Senju Service Manager （SaaS版）

## 競合製品
- Tivoli（IBM）
- Systemwalker（富士通）
- WebSAM（NEC）
- JP1（日立製作所）
- HP Software（ヒューレット・パッカード）
- Hinemos（NTTデータ）
- ServiceNow（ServiceNow）